# Roze koningsklip
De roze koningsklip of gouden koningsklip (Genypterus blacodes) is een straalvinnige vis uit de familie van Ophidiidae en behoort derhalve tot de orde van naaldvisachtigen (Ophidiiformes). De vis kan een lengte bereiken van 200 cm. De hoogst geregistreerde leeftijd is 30 jaar.

## Leefomgeving
Genypterus blacodes is een zoutwatervis. De vis prefereert een diepwaterklimaat en heeft zich verspreid over de Grote en Atlantische Oceaan. De diepteverspreiding is 40 tot 1000 m onder het wateroppervlak.

## Relatie tot de mens
Genypterus blacodes is voor de visserij van groot commercieel belang. In de hengelsport wordt er weinig op de vis gejaagd.